# Syracuse (Indiana)
Syracuse est une municipalité située dans le comté de Kosciusko, dans l’État de l'Indiana, aux États-Unis. Lors du recensement de 2020, elle comptait 3 079 habitants.